# Espuri Papiri Cras
Espuri Papiri Cras (en llatí Spurius Papirius Crassus) va ser un fou un magistrat romà. Formava part de la gens Papíria, una família plebea de l'antiga Roma.
Va ser tribú amb potestat consular l'any 382 aC. Luci Papiri Cras II, un dels seus col·legues, i ell mateix, van dirigir un exèrcit contra Velitres i van combatre amb èxit contra aquesta ciutat i contra la seva aliada Praeneste.